# Эндотиодонтиды
Эндотиодонтиды (лат. Endothiodontidae) — семейство синапсид из инфраотряда дицинодонтов, живших с середины пермского по середину триасового периодов (268,8—265,1 млн лет назад) на территории Южной Африки (Западно-Капская провинция).
Примитивные дицинодонты мелких и средних размеров. Имели развитое вторичное нёбо. Клыков и передних зубов у них не было, но на обеих челюстях имелись мелкие щёчные зубы, расположенные несколькими рядами или образующие неправильные скопления. Такое строение зубов возникло вторично из-за необходимости тщательно перетирать корм. У них могли быть мягкие щёки, помогавшие лучше удерживать пищу во рту при жевании. Предполагается, что они обитали у водоёмов и кормились мягкой растительностью.

## Классификация
По данным сайта Paleobiology Database, на сентябрь 2021 года семейство включает следующие подсемейства:
- Endothiodontinae
- Eumantellinae
- Parringtoniellinae